# Joan López Elo
Joan López Elo (Lérida, 1 de marzo de 1999), conocido como Joanet López, es un futbolista hispano-ecuatoguineano que juega como centrocampista en el C. E. Atlètic Lleida de la Segunda Federación. Es internacional con la selección de Guinea Ecuatorial.

## Trayectoria
Se formó en la cantera de la U. E. Bordeta y en 2015 ingresó en la cantera del Club Lleida Esportiu. 
En el inicio de la temporada 2019-20 debutó con el primer equipo en la Segunda División B y el 12 de septiembre renovó su contrato por tres temporadas.
Se marchó de Lérida a mediados de 2022 después de fichar por el C. E. Sabadell F. C. Allí iba a coincidir con su entrenador la campaña anterior, Gabri García, y algunos de sus compañeros que se habían incorporado al conjunto arlequinado días atrás. En este equipo estuvo una temporada antes de irse a Andorra para jugar en el Inter Club d'Escaldes.
El 12 de agosto de 2024 regresó a Lérida tras unirse al C. E. Atlètic Lleida que iba a estrenarse en la Tercera Federación esa campaña.

## Selección nacional
En noviembre de 2019 fue convocado por la selección de fútbol de Guinea Ecuatorial, pero no hizo su debut hasta el 28 de marzo de 2021, en un encuentro contra Túnez que concluyó en derrota por dos goles a uno.

## Clubes
| Club                     | País    | Año       |
| ------------------------ | ------- | --------- |
| Club Lleida Esportiu "B" | España  | 2018-2019 |
| Club Lleida Esportiu     | España  | 2019-2022 |
| C. E. Sabadell F. C.     | España  | 2022-2023 |
| Inter Club d'Escaldes    | Andorra | 2023-2024 |
| C. E. Atlètic Lleida     | España  | 2024-     |

## Vida privada
López nació en Lérida. Es afroespañol, ya que su madre es de origen ecuatoguineano.